# Антон Цетин
Антон Цетин (Бојана, 18. септембар 1936) је сликар и графичар хрватског порекла, који живи и своја ликовна дела ствара у Канади.  

## Живот и каријера
Рођен је  18. септембра 1936. године у насељу Бојана, на периферији Чазме у Бјеловарско-билогорској жупанији. Након средњошколског школовања (од 1954. до 1959. године) у Школи за примјењену умјетност, Одјел за сликарство, у Загребу, од 1959. до 1964. студирао је графику на Академији ликовних умјетности у Загребу, у класи проф. Маријана Детонија. До дипломирања на Школи и Академије, радио је као илустратор у разним загребачким издавачким кућама.
Две године након дипломирања на Академији у Загребу преселио се у Париз 1966. године, где је до 1968. године радио као сликар и графичари илустратор у издавачкој кући Ларус.
Током 1968. године емигрирао је у Канаду, и живи и ради у Торонту као самостални уметник. У Торонту је једно време радио на дизајну реклама како би помогао својој уметничкој каријери.
Након што се 1986. вратио у Загреб на своју прву велику изложбу, од тада често посећује Хрватску, Немачку и Аустрију. Последњих петнаест година сваке године долази из Торонта и организује изложбе у музејима и галеријама широм Хрватске. Том приликом и много својих слика је поклонио музејима у којима излаже. Његова родна Чазма и Галерија у којој често излаже богата је сликама великог формата, зрелом Евом, ликом жене која слика већ педесет година
Члан је Удружења визуелних уметности из Онтарија, Савета за штампу у Аустралији, Светског савета за штампу и Унеско-а.

## Ликовно стваралаштво
На његово рано стваралаштво утицао је сликар и графичар Алберт Кинерт. У Паризу у коме је живео 25 месеци, радио је као илустратор, али и паралелно наскикао око 250 слика. У Паризу је почео да слика „зрелу Еву”, лик жене, његову најважнију инспирацију, која „долази” из свих раса и свих је боја, и која ће бити присутна на његовим сликама више од 50 година.
Његов рад у свету није прошао незапажено, па су о њему снимљени документарни филмови, 1990. у Немачкој и у Торонту 1993. и 1998.

За ликовно стваралаштво Цетина Gordon McLennan, канадски критичар и историчар уметности каже:
| „ | За Цетина је уметност цивилизована и хуманизована. Уметник се бави духовном истином. Он ствара зато што нема избора... | ” |

## Изложбе
Одржао је 160 самосталних изложби и учествовао на више од 200 групних изложби у више земаља света.

## Награде
Цетин је добитник неколико награда и признања, међу којима су значајније:
- 1986. — Награда Уметник године, коју додељује Канадско друштво хрватских уметника
- 1995. — Орден хрватске Данице
- 1955. — Орден хрватске вучице, који му је додели председника Хрватске.